# Вальтер Езау
Вальтер Езау (нім. Walter Oesau; 28 червня 1913, Ніндорф, Шлезвіг-Гольштейн — 11 травня 1944, Сен-Віт, Льєж) — німецький військовий льотчик-ас за часів Третього Рейху, протягом Громадянської війни в Іспанії та Другої світової війни здобув 127 перемог у повітряних боях, у тому числі 8 під час Іспанської громадянської війни. Оберст (1944) Люфтваффе. Кавалер Лицарського хреста Залізного хреста з Дубовим листям та Мечами (1941).

## Біографія
Вальтер Езау вступив в армію в жовтні 1933 року, почавши службу в 2-му артилерійському полку. У 1934 році він був переведений в люфтваффе і отримавши звання фаненюнкера вступив до авіаційної академії (нім. Deutsche Verkehrsfliegerschule) в Ганновері. Після її закінчення він в званні лейтенанта був направлений служити в Jagdgeschwader 132, пізніше, що в травні 1939 року перетворений в Jagdgeschwader 2 «Richtofen».
У квітні 1938 року лейтенант Езау став одним з перших пілотів-винищувачів, спрямованих для проходження бойової служби в складі групи винищувачів J / 88 в Іспанії. Перебуваючи в ескадрильї 3.J / 88, він в ході подальших бойових дій здобув 9 перемог в період з 15 липня по 3 листопада 1938 року, ставши одним з провідних асів цієї війни. За свої заслуги він став нагородженим в числі 28 осіб Іспанським золотим хрестом з мечами та діамантами. Протягом цієї кампанії він також був поранений, за що отримав Іспанська нагрудний знак за поранення.
1 березня 1939 року Езау, повернувшись до Німеччини, був включений до складу штабного ланки I./JG2.
15 липня того ж року, Вальтер Езау отримав звання обер-лейтенанта і був призначений командиром 1./JG20, пізніше реорганізованої в 7./JG51.
Першу свою перемогу у Другій світовій війні Езау здобув лише 13 травня 1940 року, коли вермахт вже почав битву за Францію. Протягом Французької кампанії він здобув 5 перемог, що формально давало йому право називатися асом.
З початком Битви за Британію Езау був одним з німецьких пілотів, які лідирують за кількістю перемог і 18 серпня 1940 року став 5 пілотом люфтваффе, який досяг рубіжу в 20 перемог в ході Другої світової війни, за що 2 дні по тому був нагороджений Лицарським хрестом Залізного хреста, отримавши цю нагороду першим з пілотів JG51.
11 листопада 1940 року гауптман Езау був призначений командиром групи III./JG3, замінивши на цій посаді Вільгельма Бальтазара. До цього часу на його рахунку значилося 39 перемог одержаний в ході Другої світової війни і тому показником він займав 4-е місце в люфтваффе, поступаючись тільки Гельмуту Віку, Вернер Мельдерс і Адольфу Галланда.
З настанням зими напруження боїв над Ла-Маншем вщухло, і свою 40-ту перемогу Езау зміг здобути лише 5 лютого 1941 року.
З початком нападу вермахту на СРСР Езау, разом зі своєю групою, брав участь у кровопролитних боях. При цьому зі збільшенням кількості боїв також збільшилися і успіхи німецького аса. 30 червня він здобув свою 50-ту перемогу з початку Другої світової війни, а 10 липня він за день отримав 5 перемог (64-68-я). Наступного дня, 11 липня він здобув свою 70-ту перемогу, а 17 липня 80-ю.
В кінці липня 1941 року Езау був переведений на Західний фронт, оскільки отримав у підпорядкування свою колишню ескадру JG2, які продовжували вести бої на Заході. На цей момент на його рахунку значилося 86 перемог, 44 з яких був здобуті над радянськими пілотами.
Зі зміною району бойових дій і отримання нової посади результативність аса знизилася, проте він продовжував здійснювати бойові вильоти і нарощувати рахунок своїм перемогам. 26 жовтня 1941 року Езау став третім пілотом у світі, що переступили планку в 100 перемог, здобутих в ході Другої світової війни. А з урахуванням перемог в Іспанії, їх стало вже 109.

## Нагороди
Військова кар'єра
- жовтень 1933 — солдат
- 1934 — фанен-юнкер
- 20 квітня 1937 — лейтенант
- 15 липня 1939 — обер-лейтенант
- 19 липня 1940 — гауптман
- 1 серпня 1941 — майор
- 1 лютого 1943 — оберст-лейтенант
- 1 травня 1944 — оберст

- Комбінований Знак Пілот-Спостерігач (1936)
- Медаль «За вислугу років у Вермахті» 4-го класу (4 роки)
- Військова медаль (Іспанія)
- Медаль «За Іспанську кампанію» (Іспанія)
- Іспанський хрест в золоті з мечами та діамантами
- Нагрудний знак Легіону Кондор «За поранення» в чорному
- Залізний хрест
  - 2-го класу (15 травня 1940)
  - 1-го класу (20 травня 1940)
- Лицарський хрест Залізного хреста з дубовим листям і мечами
  - Хрест (№ 102; 20 серпня 1940)
  - Дубове листя (№ 9; 6 лютого 1941)
  - Мечі (№ 3; 15 липня 1941)
- Відзначений у Вермахтберіхт 5 разів
  - «Окрім тих чотирьох офіцерів, яких загудували протягом останніх тижнів, ще 3 льотчика винищувача одержали 20 і більше перемог: гауптман Маєр, гауптман Езау і гауптман Тіцен. На вершині перемог знаходиться майор Мельдерс з 32-а повітряними перемогами.» (6 вересня 1940)
  - «Гауптман Езау, командир групи винищувальної ескадри, вчора здобув свою 40-ву повітряну перемогу.» (6 лютого 1941)
  - «У повітряних боях останніх днів гауптман Езау здобув свою 54-ту, а обер-лейтенант Франціскат — 21-шу перемогу.» (4 липня 1941)
  - «Майор Езау, командир винищувальної ескадри, 26 жовтня здобув свою 100-у повітряну перемогу.» (27 жовтня 1941)
  - «Командир винищувальної ескадри оберст Вальтер Езау, якого фюрер нагородив Лицарським хрестом Залізного хреста з дубовим листям і мечами за 117 повітряних перемог над британськими і північно-американськими ворогами, героїчно загинув у повітряному бою. Люфтваффе втратили одного із своїх найкращих льотчиків-винищувачів і командирів.» (15 травня 1944; посмертно)
- Німецький хрест в золоті (17 жовтня 1943)
- Нагрудний знак «За поранення» в сріблі
- Комбінований Знак Пілот-Спостерігач з діамантами
- Авіаційна планка винищувача в золоті з підвіскою «300»

## Відео
- Die Deutsche Wochenschau Walter Oesau Stukas u Hermann Göring
- Walter Oesau [Архівовано 10 липня 2014 у Wayback Machine.]
- Walter Oesau